# ユニバーシティ・ハイツ駅
ユニバーシティ・ハイツ駅（University Heights）は、ニューヨーク州ニューヨーク市ブロンクス区にあるメトロノース鉄道の駅。

## 概要
メトロノース鉄道のハドソン線の駅である。この駅からニューヨーク州にあるグランド・セントラル駅に行ける。オフピーク時は1地時間に1本、ピーク時は一時間に2本止まる。グランド・セントラル駅までは19分かかる。

## 利用可能な鉄道路線／列車
メトロノース鉄道：
■ハドソン線

## 駅構造
1面3線（島式）のホームを持つ地上駅である。ホームが4両分の長さしかなく、すべての電車がドアカットをしている。二番線の隣にホームの無い線がある。
| 1 | ハドソン線 | クロトン・ハーモン、ポキプシー方面 |
| 2 | ハドソン線 | グランド・セントラル方面           |

## 隣の駅
メトロノース鉄道
■ハドソン線
モリス・ハイツ - ユニバーシティ・ハイツ - マーブル・ヒル